# Дипольд фон Швайнспойнт
Дипольд фон Швайнспойнт (нем. Diepold von Schweinspeunt, ит. Diopoldo d’Acerra, Diopuld de Suinesbiunt) (р. ок. 1170, ум. после 1221) — немецкий полководец, участник войн германских императоров в Италии.

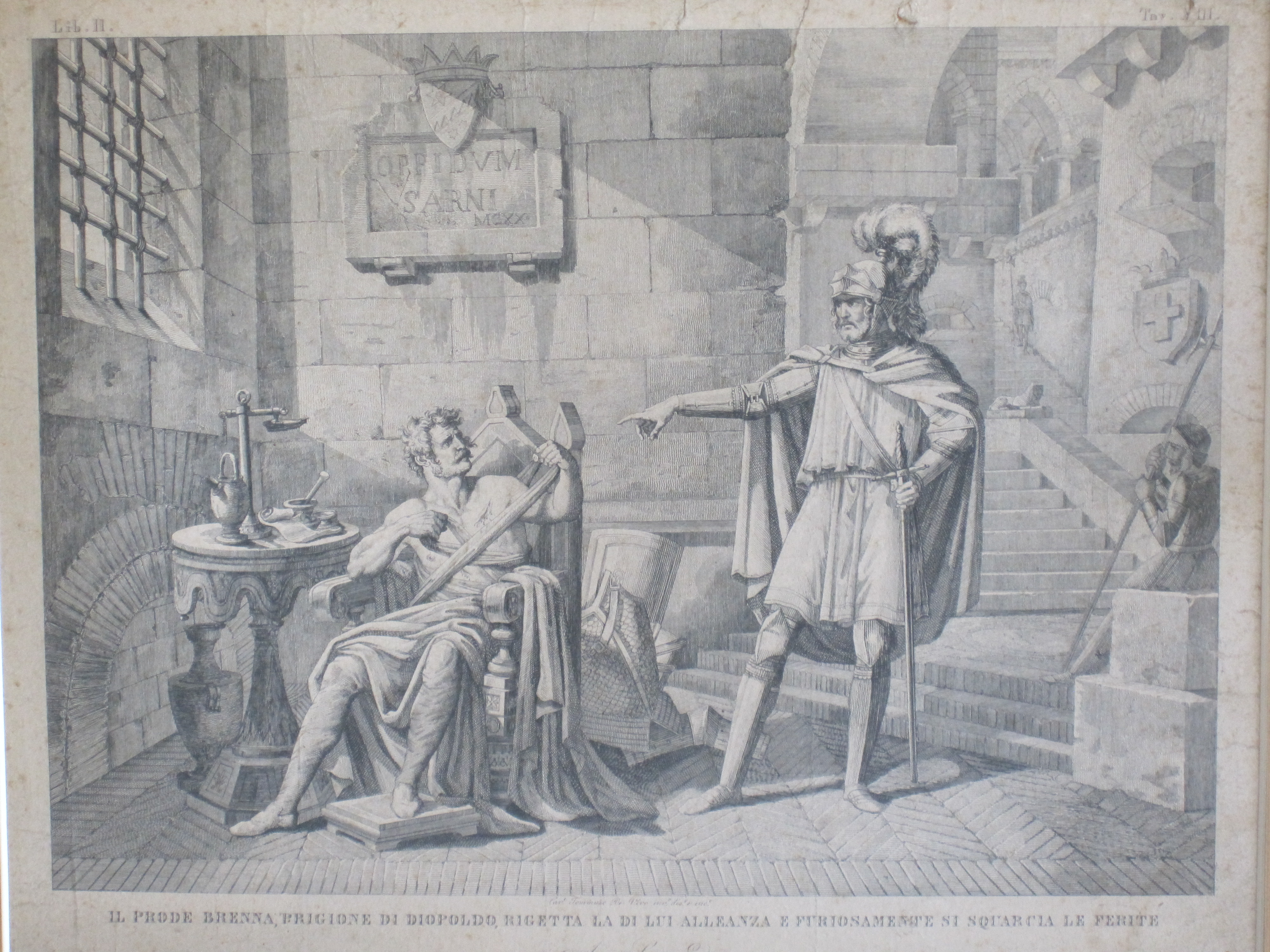
Пленный Готье де Бриенн, отказывающийся от лечения, и Диопольдо ди Ачерра

Из баварского рода Швайнспойнтов. Его часто  Архивная копия от 26 апреля 2016 на Wayback Machine путают с маркграфом Дипольдом VII фон Фобург.
В 1191 году сопровождал императора Генриха VI в Рим на коронацию. С того же года — владелец замка Рокка д’Арче.
Юстициарий (правитель) Терра ди Лаворо (с 1195), граф Ачерры (с 1197).
11 июня 1205 года недалеко от Сарно в организованную Дипольдом засаду попал Готье де Бриенн. Его отряд потерпел поражение, сам он тяжелораненый был пленён и через несколько дней умер.
С 1209 года Дипольд фон Швайнспойнт — сторонник Оттона Брауншвейгского, который сделал его герцогом Сполето (1210).
Противник Оттона Фридрих II в 1218 году взял Дипольда фон Швайнспойнта в плен и заставил отказаться от всех итальянских владений.
Согласно историку Альберику де Труа-Фонтену, в 1221 году Дипольд фон Швайнспойнт вступил в Тевтонский орден. Дальнейшая его судьба не известна.